# Foveauxaalscholver
De foveauxaalscholver (Leucocarbo chalconotus stewarti) is een vogel uit de familie Phalacrocoracidae (Aalscholvers). De naam komt van de Straat Foveaux tussen het Zuidereiland en Stewarteiland (Nieuw-Zeeland). Daar broedt de vogel aan de kusten en op rotseilanden.

## Taxonomie
De vogel werd in 1898 door William Robert Ogilvie-Grant onder de naam Phalacrocorax stewarti geldig beschreven.
De foveauxaalscholver  "Stewart Islandaalscholver" wordt beschouwd als ondersoort van de stewartaalscholver. Aan dit geslacht van aalscholvers is uitgebreid onderzoek gedaan aan onder andere het mitochondriaal DNA en morfologisch onderzoek aan botresten van exemplaren uit museumcollecties. Onderzoek gepubliceerd in 2015 en 2016 zou erop wijzen dat de  foveauxaalscholver een duidelijk aparte soort is. Vervolgonderzoek gepubliceerd in 2022 wees meer in de richting van samenvoeging met de otagoaalscholver (L. c. chalconotus) tot één soort (de stewartaalscholver).

## Herkenning
De foveauxaalscholver is gemiddeld iets kleiner dan de ondersoort L. c. chalconotus (65 tot 71 cm lang). Deze ondersoort is ook dimorf, dat wil zeggen dat er twee kleurvarianten bestaan, een zwart-wit gekleurde (50 tot 60% van de populatie) en een egaal bronskleurige variant (40 tot 50%). De eerste variant is zwart van boven en heeft een witte borst en buik en een brede, witte vleugelstreep. De andere kleurfase is zwart met een groenblauwe metaalglans in het verenkleed (bij L. c. chalconotus is het percentage bonte exemplaren 20 tot 30%). Beide vormen broeden samen. De poten zijn roze en aan de snavelbasis zit een oranjekleurig keelzak.

## Verspreiding en leefgebied
Deze soort komt voor aan rotskusten en op rotseilanden in het zuiden van het Nieuw-Zeelandse Zuidereiland en bij Stewarteiland.

## Status
Op de Rode lijst van de IUCN worden beide ondersoorten beschouwd als hetzelfde taxon. De grootte van deze populatie is in 2018 geschat op 3300-5300 vogels en de status is kwetsbaar.

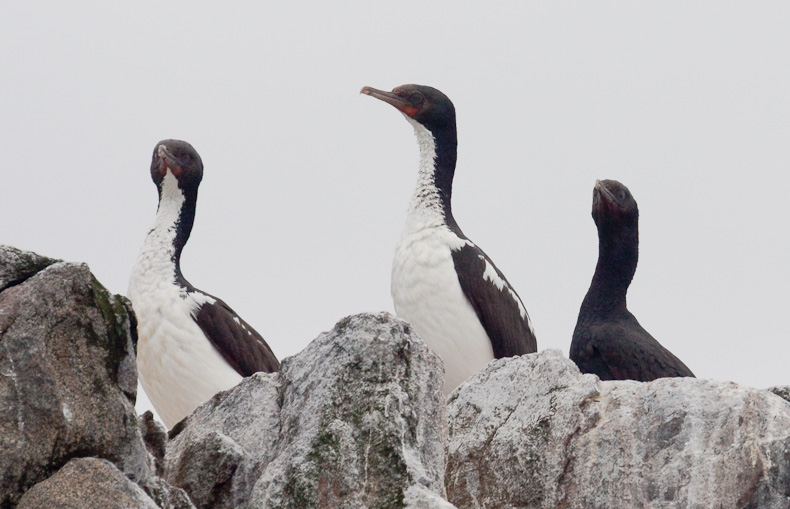
De bonte variant (links) en de zwarte variant (rechts)